# Lzzy Hale
Elizabeth Mae "Lzzy" Hale (Red Lion, Pensilvania, 10 de octubre de 1983) es una cantante y músico estadounidense. Es más reconocida como la vocalista principal y segunda guitarrista de la banda de hard rock/heavy metal Halestorm, ganadora de un premio Grammy, y de la cual ha formado parte desde sus comienzos en 1997.

## Biografía
Elizabeth "Lzzy" Hale ha estado componiendo y tocando música desde 1997, cuando tenía 13 años. Junto con su hermano pequeño, Arejay, empezó a tocar el piano a los 5 años de edad; más tarde, Lzzy se pasó al keytar y Arejay a la batería. Lzzy aprendió a tocar la guitarra a los 16 años. En 1999, los dos hermanos lanzaron un EP titulado Don't Mess With the Time Man, marcando la primera aparición de Lzzy como artista de grabación y cantante principal. Desde entonces Lzzy no solo ha tenido éxito como cantante principal de Halestorm, sino que también ha colaborado con bandas famosas como Shinedown, Black Stone Cherry, Seether y Adrenaline Mob. El 21 de julio de 2010 tocó con su banda Halestorm la canción «Familiar Taste Of Poison» en el programa televisivo Late Night with Jimmy Fallon. En 2012, en el Carnival of Madness Tour, tocó la canción de Halestorm «Break In» con la cantante de Evanescence, Amy Lee. También interpretó en el Alter Bridge Fortress tour, «Watch Over You» con Myles Kennedy.
En 2013, apareció en la versión de «Close My Eyes Forever» original de Lita Ford, incluida en el álbum homónimo de la banda Device liderada por el cantante David Draiman.
Lzzy se ha convertido recientemente en una de las muchas artistas que aparecen en el disco tributo al cantante Ronnie James Dio titulado Ronnie James Dio This Is Your Life, lanzado el 25 de marzo de 2014, con la canción número 5 del disco, «Straight Through the Heart».
En 2014, Lzzy participó en la canción «Shatter Me» del disco Shatter Me de la violinista Lindsey Stirling. Asimismo, en 2014, en el CMA Music Festival, Lzzy y Eric Church cantaron a dúo el último hit de Eric, «That's Damn Rock & Roll».

## Revolver Magazine
En diciembre de 2009, Lzzy fue portada de la revista Revolver junto a la vocalista de la banda Landmine Marathon, Grace Perry, como una de las "Mujeres más sexies de la música metal".

## Vida personal
El 11 de octubre de 2014, Hale se declaró como bisexual en su cuenta personal de Twitter. El 30 de octubre de 2015, confirmó que mantiene una relación con su guitarrista Joe Hottinger, desde hace muchos años.

## Discografía

### Con Halestorm
Véase Discografía de Halestorm
- 2009: Halestorm
- 2012: The Strange Case Of...
- 2015: Into the Wild Life
- 2018: Vicious
- 2022: Back from the Dead

### Colaboraciones
| Año  | Título                             | Artista                  | Álbum                                 |
| ---- | ---------------------------------- | ------------------------ | ------------------------------------- |
| 2006 | «Shed Some Light»                  | Shinedown                | Us and Them                           |
| 2010 | «Breaking Inside»                  | Shinedown                | The Sound of Madness                  |
| 2011 | Participación integra como corista | Black Stone Cherry       | Between the Devil & the Deep Blue Sea |
| 2012 | «Come Undone»                      | Adrenaline Mob           | Omertá                                |
| 2013 | «Close My Eyes Forever»            | Device                   | Device                                |
| 2014 | «Shatter Me»                       | Lindsey Stirling         | Shatter Me                            |
| 2015 | «Spotlight»                        | Machine Gun Kelly        | General Admission                     |
| 2015 | «Whole Lotta Love»                 | Hollywood Vampires       | Rock In Rio - Brasil 2015             |
| 2015 | «Gimme Shelter»                    | Stone Sour               | Straight Outta Burbank                |
| 2015 | «Forget About the Blame»           | Trans-Siberian Orchestra | Letters from the Labyrinth            |
| 2016 | «Tic Tic Tic»                      | Dada Life                |                                       |
| 2016 | «Our New World»                    | Dream Theater            | The Astonishing                       |
| 2020 | «Song of Women»                    | The_Hu                   | The Gereg                             |
| 2020 | «We Will Rock You»                 | In This Moment           | Mother                                |
| 2020 | «Talk to Me»                       | Apocalyptica             | Talk to Me                            |